# Árbol del Tule

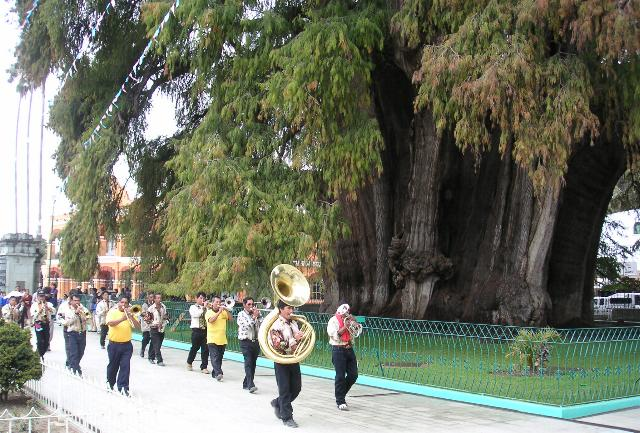
De Tuleboom

De Árbol del Tule (Spaans voor Tuleboom) is een cipres (Taxodium mucronatum) die in het Zuid-Mexicaanse plaatsje Santa Maria del Tule staat.
De boom heeft met een omtrek van 42 m, en een diameter van 14,05 m, de dikste stam ter wereld. Het dikterecord is echter ietwat controversieel. Hoewel DNA-onderzoek heeft aangetoond dat het inderdaad één boom betreft, wordt door critici gesteld dat het om meerdere stammen van dezelfde boom gaat.
Men schat dat de boom tussen de twee- en drieduizend jaar oud is.

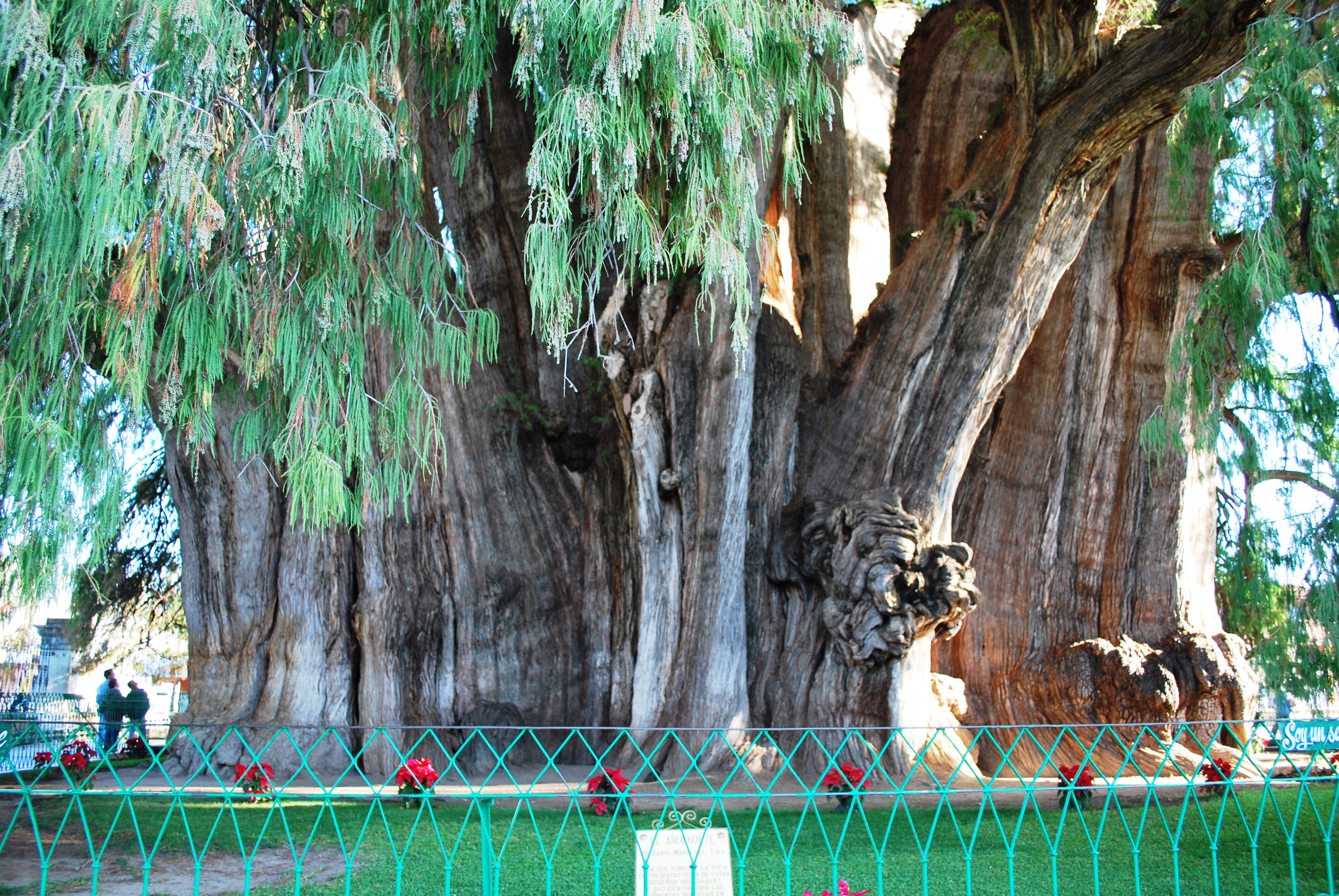
De stam